# 3020 Naudts
3020 Naudts eller 1949 PR är en asteroid i huvudbältet, som upptäcktes 2 augusti 1949 av den tyske astronomen Karl Wilhelm Reinmuth i Heidelberg. Den har fått sitt namn efter den belgiske amatörastronomen Ignace Naudts.
Asteroiden har en diameter på ungefär 11 kilometer.